# Lita Tiraboschi
Lita Tiraboschi (Buenos Aires, 24 de marzo de 1917 - Buenos Aires, 28 de febrero de 1972) fue una nadadora, profesora de educación física y escritora argentina.

## Infancia y juventud
Vivió sus primeros años en Mar del Plata y luego realizó sus estudios secundarios en Estados Unidos, en el Colby–Sawyer College de New London (Nuevo Hampshire). En 1937 regresó a Buenos Aires para hacer el profesorado de Educación Física en el Instituto Nacional de Educación Física. Al recibirse, trabajó como profesora en el Liceo Nacional de Señoritas n.º 4.

## Cruce del Río de la Plata
El 22 de abril de 1943 cruzó a nado el Río de La Plata desde Colonia del Sacramento (Uruguay) hasta Punta Lara (Argentina) en un tiempo de 29h 15m. Se convirtió así en la segunda mujer y la quinta persona en hacerlo, tras Lilian Harrison, Luis Garramendy, Olindo Riquelme y Vicente Arena. Su entrenador fue Enrique Tiraboschi, su padre, quien había quedado a solo 5 km de completar la travesía en 1920.

## Lago Nahuel Huapi
El 27 de diciembre de 1943 Lita Tiraboschi y su marido Eric Grim se lanzaron a las aguas del lago Nahuel Huapi a las 13 horas desde el kilómetro 2. Nadaron cinco kilómetros ─durante una hora y cuarenta─ hasta que su esposo se acalambró, por lo que debieron abandonar el intento.

## Cerro Aconcagua
En 1944 formó parte de una expedición que intentaba alcanzar la cima del Aconcagua (6959 m.) desde la cara este. Llegó, junto a su marido Eric Grim, hasta los 6600 metros y luego decidieron iniciar el descenso debido a una tormenta. Cuatro personas de la expedición, incluidos el guía Juan Jorge Link y su esposa Adriana Bance, murieron en esa travesía.

## Literatura
A partir de la década de 1950 comenzó a escribir literatura infantil relacionada con la música.
En 1967 ganó el Premio Lazarillo de España por su libro Historia del gato que vino con Solís, una novela sobre las vicisitudes de un gato aventurero del siglo XVII traducidas al español moderno por uno de sus descendientes.

### Libros publicados
- Cuentos Argentinos (junto a Syria Poletti)
- La historia del gato que vino con Solís
- El movimiento inducido en el niño pequeño[1]

## Muerte
Falleció en su ciudad natal el 28 de febrero de 1972.